# Johannes Roediger
Johannes Roediger (* 15. Oktober 1845 in Halle (Saale); † 29. Dezember 1930) war ein deutscher Bibliothekar.

## Leben
Roediger war der Sohn des Orientalisten Emil Roediger. Er besuchte in Halle die Hauptschule, von 1860 bis 1864 dann das Werdersche Gymnasium in Berlin. Anschließend studierte er orientalische und klassische Philologie in Berlin, Leipzig und Halle a.S., wo er 1869 promoviert wurde.
1870 ging er als Assistent an die Universitätsbibliothek Leipzig 1872 wurde er Kustos an der Königlichen Universitätsbibliothek Breslau und schon 1876 übertrug man ihm die Leitung der Königlichen und Universitätsbibliothek in Königsberg. In Königsberg wehrte sich Roediger gegen die Errichtung eines Erweiterungsbaus und drängte auf einen Neubau für die Bibliothek. Einen solchen Neubau erhielt die Bibliothek jedoch erst 1901, 14 Jahre nach Roedigers Weggang aus Königsberg.
1887 versetzte man ihn als Direktor an die Universitätsbibliothek Marburg, die er bis 1920 leitete. In Marburg folgte er auf Carl Julius Caesar, einen Professor der klassischen Philologie, der die Bibliothek nur nebenamtlich geleitet hatte. 1888 beantragte Roediger in einer Denkschrift einen Neubau für die Universitätsbibliothek, der bis in die Details hinein seine Handschrift trug.

## Werke
- De nominibus verborum arabicis: commentationem, Halis: Orphanotropheum 1870 (online)
- Kitāb al-Fihrist, Leipzig: Vogel
  - Bd. 1.: Text, Leipzig: Vogel 1871 (online)
  - Bd. 2: Anmerkungen und Indices, Leipzig: Vogel 1872 (online)